# التذبذبات عالية التواتر

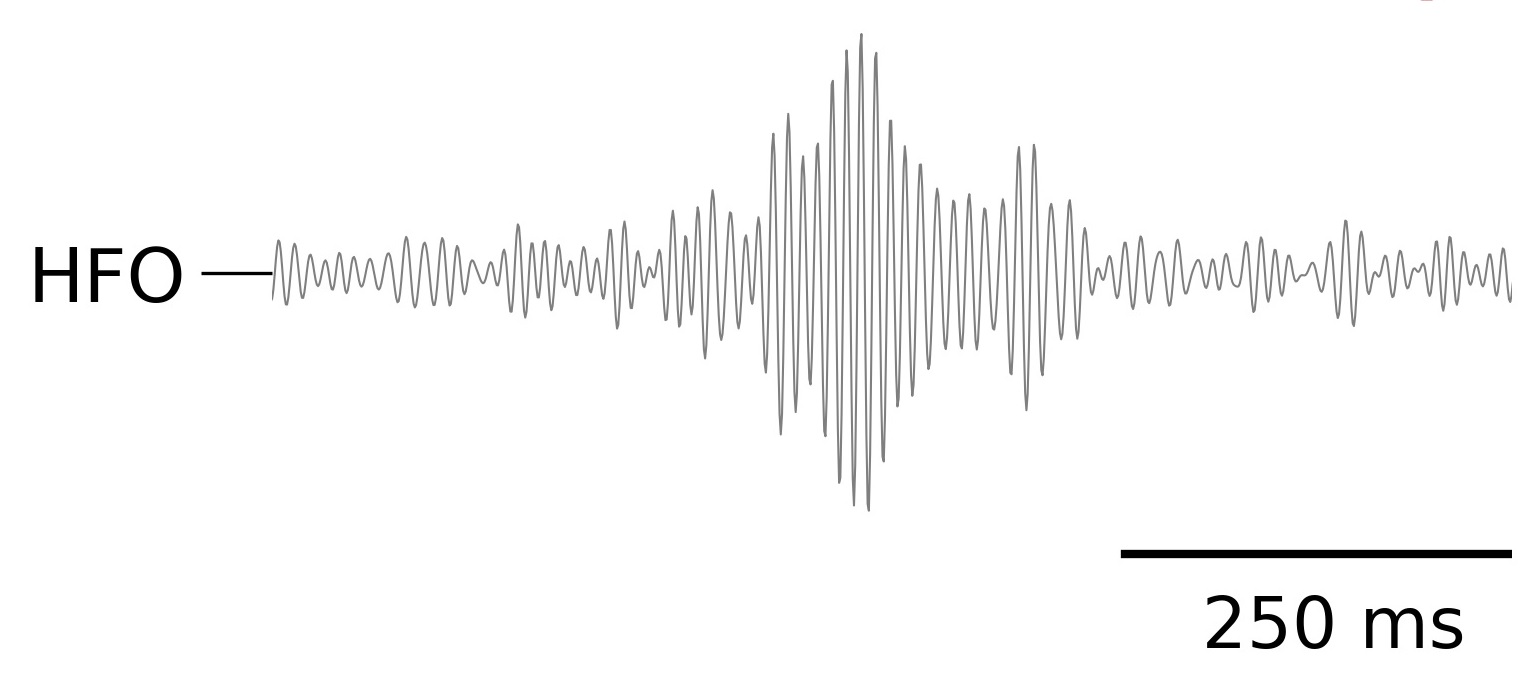

التذبذبات عالية التواتر (إتش إف أو) هي موجات دماغية ذات تواتر أعلى من ~80 هرتز وتولدها مجموعة الخلية العصبونية. يمكن تسجيل التذبذبات عالية التواتر عبر إحدى تسجيلات الفيزيولوجيا الكهربائية، تخطيط كهربية الدماغ (إي إي جي)، أو جهد الحقل المحلي (إل إف بّي) أو تخطيط كهربية قشر الدماغ (إي سي أو جي). توجد التذبذبات في حالتها الفيزيولوجية خلال أنماط الموجات والتموجات الحادة – وهي أنماط تذبذبية مرتبطة بعمليات استحصاف الذاكرة. ترتبط «إتش إف أو» مع الفيزيولوجيا المرضية للدماغ مثل نوبات الصرع وغالبًا ما تُسجل خلال بداية النوبة. تشكل أيضًا واسمًا بيولوجيًا واعدًا من أجل تحديد المنطقة المولدة للصرع. أشارت دراسات أخرى إلى دور «إتش إف أو» في الاضطرابات النفسية وتطبيقاتها الممكنة على النوبات الذهانية المرافقة للفصام.

## خلفية ولمحة تاريخية
يتكون تصنيف نطاقات التواتر الكلاسيكية المرتبطة بمختلف وظائف/حالات الدماغ من نطاقات دلتا وثيتا وألفا وغاما. تُعتبر كل التذبذبات فوق 30 هرتز عالية التواتر ومن الصعب اختبارها بسبب القدرات المحدودة التجهيزات التجريبية/الطبية المبكرة المستخدمة في تسجيل التواتر السريع، أي لسبب تاريخي. يتيح التقدم الجديد في تصنيع التجهيزات الفيزيولوجية الكهربائية تسجيل الكمون الكهربائي بدقة زمنية ومكانية عالية، بالإضافة إلى «التقاط» ديناميكيات جهد الفعل في أي خلية. فيما يتعلق بمصطلحات علم الأعصاب، ما يزال هنالك فجوة واسعة بين ~100 هرتز والنشاط متعدد الوحدات (>500 هرتز)، لذا تُسمى هذه التذبذبات غالبًا بغاما العالية أو «إتش إف أو».

## الميزات الفيزيولوجية العصبية
تُولّد «إتش إف أو» بواسطة عدد من الآليات الخلوية ويمكن كشفها في العديد من مناطق الدماغ. في الحصين، ينتج هذا النشاط العصبوني السريع عن تأثير الحسكات المتزامنة لمجموعات الخلايا العصبية الهرمية في منطقة «سي إيه 3» والطبقة التغصنية من «سي إيه 1»، ما يؤدي إلى ظهور نمط تذبذب مميز (انظر المزيد في الموجات والتموجات الحادة). لوحظ حدوث «إتش إف أو» خلال مهام الذاكرة (تشفير الصور واستحضارها) لدى مرضى بشريين عبر التسجيلات داخل القحف في المناطق القشرية البصرية الأولية والنطاقية وذات الترتيب الأعلى. لوحظ كذلك وجود مثال آخر عن «إتش إف أو» الفيزيولوجية التي تبلغ ما يقارب 300 هرتز في نواة أسفل المهاد، ما يفسر جزئيًا السبب الكامن خلف فعالية علاج تحفيز الدماغ العميق عالي التواتر لدى المرضى المصابين بمرض باركنسون.

### التذبذبات عالية التواتر ذات التحريض الحسي الجسدي
أظهرت تسجيلات «إي سي أو جي» من القشرة الحسية الجسدية وجود «إتش إف أو» (التي وصلت إلى 600 هرتز) خلال الجهد المستحث حسيًا والحقل المغناطيسي ذي التحريض الحسي الجسدي بعد تنبيه العصب المتوسط. تولّد الحلقة المهادية القشرية هذه الاندفاعات في النشاط التي تقودها الحسكات عالية التزامن للألياف المهادية القشرية، ويُعتقد أيضًا أنها تلعب دورًا مهمًا في معالجة المعلومات. من الممكن استخدام تغييرات سعة «إتش إف أو» ذات التحريض الحسي الجسدي كواسم بيولوجي للاضطرابات العصبية، ما يساعد في التشخيص في سياقات سريرية معينة. أظهر بعض مرضى الأورام المصابين بورم الدماغ سعة «إتش إف أو» أعلى في نفس جانب الورم. اقترح باحثو هذه الدراسة مساهمة المسارات القشرية المهادية في التذبذبات السريعة. من المثير للاهتمام ملاحظة ارتفاع سعة «إتش إف أو» (بين 400-800 هرتز) بعد تحفيز العصب في إشارة «إي إي جي» لدى لاعبي كرة القدم ورياضات الراح.